# Koenigsegg Agera
Koenigsegg Agera je športni avtomobil srednjega razreda, ki ga proizvaja Švedski proizvajalec avtomobilov Koenigsegg. Je naslednik modelov Koenigsegg CCX / CCXR. Ime izvira iz Švedskega glagola "agera", kar pomeni "delovati".
Top Gear ga je leta 2010 imenoval za Hiper-avto leta. Model Agera RS je najhitrejši serijski avtomobil na svetu, ki je v letu 2017 dosegel rekordno največjo povprečno hitrost 447 km/h in največjo hitrost 458 km/h.
Agero so prenehali proizvajati v juliju 2018 s predstavitvijo dveh končnih avtomobilov na festivalu Speedwood 2018.